# Лапчевич, Драгиша
Драгутин (Драгиша) Лапчевич (серб. Драгутин Драгиша Лапчевић / Dragutin Dragiša Lapčević; 27 октября 1867 — 14 августа 1939) — югославский сербский журналист, историк и политик, совместно с Димитрие Туцовичем сооснователь и председатель Сербской социал-демократической партии, поддерживавшей идею создания некоей Балканской федерации, народный депутат Скупщины Королевства Сербия, редактор газеты «Радничке новине».
Известность Лапчевич обрёл после того, как, будучи депутатом Скупщины, выступил против принятия военного бюджета накануне Балканских войн и Первой мировой, выступая за мирное разрешение противоречий и поддерживая создание Балканской федерации. В послевоенные годы не примыкал ни к большевикам, ни к националистам, защищая гражданские свободы, идею парламентаризма и социал-демократии, а позже ушёл из рабочего движения. Является одним из организаторов социалистической печати.

## Биография
Родился 27 октября 1867 года в Ужице. В раннем возрасте переехал с семьёй в Пожегу, где окончил школу. После окончания школы решил заниматься самообразованием, посещая лекции по политологии и экономике. Работал в пекарне и мастерской, а также мелким госслужащим. Занимался рассылкой социалистических агитационных и пропагандистских материалов в то время, когда принималось законодательство антисоциалистической направленности. В 1893 году выиграл муниципальные выборы, результаты которых позже были аннулированы.
Под влиянием трудов Светозара Марковича Лапчевич увлёкся идеями марксизма, поддерживая политические взгляды Карла Каутского и критикуя Георгия Плеханова. Лапчевич считается одним из теоретиков сербского марксизма и рабочего движения, который, однако, подвергал жёсткой критике движение большевиков. С 1905 по 1908 и с 1912 по 1919 годы Лапчевич был депутатом Скупщины, возглавляя Сербскую социал-демократическую партию и находясь в полемике с её левым крылом, возглавляемым Димитрие Туцовичем. Международную известность Лапчевич обрёл после того, как проголосовал против принятия военных бюджетов накануне Балканских войн и Первой мировой, выступив с антивоенными заявлениями и поддержав идею о создании Балканской федерации во избежание дальнейших войн в регионе.
В послевоенные годы Лапчевич отмежевался от большевиков, выступая против распространения их влияния в Югославии. На прошедшем с 20 по 23 апреля 1919 года съезде делегатов от Сербии, Боснии и Герцеговины, Воеводины, Черногории, Хорватии, Славонии и сербской Македонии было принято решение о создании Социалистической рабочей партии Югославии — также известной как Коммунистическая партия Югославии. Лапчевич, будучи членом КПЮ, выступал против её вступления в Коминтерн, однако его призывы были проигнорированы. На втором съезде партии, прошедшем в Вуковаре с 20 по 24 июня 1920 года, было принято решение об исключении из партии Драгиши Лапчевича, Жарко Топаловича и их сторонников как оппортунистов. В 1921 году Лапчевич создал реформистскую Социалистическую партию, но через год прекратил всякую политическую деятельность.
Как учёный, Лапчевич прославился благодаря большому числу работ по этнографии, истории хозяйства и рабочего движения Сербии. Автор книги «История социализма в Сербии», написанной с позиций реформизма и опубликованной в 1922 году.

## Политические взгляды
Лапчевич поддерживал Второй Интернационал и его лидеров во главе с Карлом Каутским. Он не поддерживал В. И. Ленина и Третий Интернационал, не признавая их в качестве истинных источников теоретического и практического социализма и выступая исключительно за построение социализма демократическим путём. Из сербских мыслителей он высоко ценил Светозара Марковича.
По мнению Лапчевича, в основе науки об обществе лежало знание законов природы, объективных факторов конкретного хода истории и законности развития социальных явлений (прежде всего — экономических). Борьба рабочих в целом должна была носить эволюционно-демократический или реформистско-демократический характер и вестись человеком в качестве самоцели до тех пор, пока не будут созданы объективные предпосылки для её превращения в революционно-демократическую. Рабочая революция, по его мнению, подразумевала бы в идеале институты парламентаризма и демократии: они стали бы инструментом демократической власти рабочих только в случае, если были бы выполнены экономические условия для реализации экономического социализма (иначе парламент может быть только инструментом власти капитала).

## Ведущие научные работы
- 1922: История социализма в Сербии (сербохорв. Историја социјализма у Србији / Istorija socijalizma u Srbiji)
- 1925: Война и сербская социал-демократия (сербохорв. Рат и српска социјална демократија / Rat i srpska socijalna demokratija)
- 1928: Положение рабочего класса в Сербии (сербохорв. Положај радничке класе у Србији / Položaj radničke klase u Srbiji)